# Campionatore
Il campionatore (in inglese sampler) è uno strumento musicale elettronico che è in grado di acquisire suoni in formato digitale.

## Storia
Una forma primitiva di strumento musicale basato su campioni di suono fu il Mellotron (successivamente ribattezzato Novatron), prodotto nel Regno Unito a partire dal 1963: era uno strumento a tastiera che recava sotto ogni tasto uno spezzone di nastro dove era stata pre-registrata la nota dello strumento. Il Mellotron tuttavia non può essere definito un campionatore in quanto si limitava a riprodurre suoni registrati a parte.
Il primo vero campionatore fu il CMI (Computer Musical Instrument) della ditta australiana Fairlight, sviluppato nei primi anni 1980. In seguito la disponibilità di campionatori più potenti e a costo più accessibile ha cambiato radicalmente la storia del rap e la musica elettronica da ballo.

## Elementi fondamentali
Un campionatore deve avere necessariamente una dotazione base composta da:
- un ingresso audio tramite il quale acquisire il segnale da campionare;
- un convertitore A/D (Analogico/Digitale) per digitalizzare il segnale audio in ingresso;
- una memoria per registrare i campioni;
- un convertitore D/A (Digitale/Analogico) per riconvertire il segnale ed inviarlo alle uscite analogiche;
- una uscita audio tramite la quale il segnale campionato viene inviato alle apparecchiature esterne.

Inoltre sono presenti vari controlli manuali e unità visive per modificare i suoni. È possibile che il campionatore sia dotato anche di ingressi ed uscite digitali.

## Il procedimento
Il campionamento audio è il procedimento di conversione in forma digitale di un segnale audio analogico, per creare i campioni audio.
Questo processo può essere suddiviso in tre fasi:
1. Campionamento, in cui vengono misurati i livelli di tensione che il segnale audio analogico assume nel tempo.
2. Quantizzazione, in cui ogni misura del segnale analogico registrata nella fase precedente viene convertita per approssimazione in una sequenza di bit.
3. Memorizzazione, dove tutti i dati digitali vengono scritti in memoria.

Questo è un processo comune a tutte le apparecchiature audio digitali, che sfruttano cioè il campionamento, e non solo ai campionatori.
L'accuratezza del campionamento è direttamente proporzionale alla frequenza di campionamento e al numero di bit usati per la quantizzazione.
Durante la fase di lettura dei campioni, ovvero quando si vogliono suonare i campioni in memoria, il processo sarà l'esatto inverso di quello descritto sopra: i campioni digitali vengono riconvertiti in una sequenza di valori di tensione e inviati alle uscite audio del campionatore.
Per variare l'intonazione del campione, volendone fare un uso musicale, il campionatore varierà la velocità di riproduzione del campione rendendola più veloce o più lenta a seconda se si desideri una nota più acuta o più grave. L'orecchio umano percepirà il variare della velocità di riproduzione del campione, ovvero la variazione di cicli al secondo, come un cambio di intonazione del campione.

## Modalità di campionamento
I campioni sono di solito registrazioni digitali di strumenti musicali acustici o elettronici, registrati su più tonalità per garantire una fedeltà sonora costante su tutta l'estensione della tastiera e con diverse dinamiche per conservare la personalità dello strumento. Tuttavia i campionatori sono molto utilizzati anche per riprodurre effetti speciali ed elaborazioni di suoni artificiali.
È possibile campionare qualsiasi tipo di suono o rumore e, grazie al campionatore, è possibile suonarlo. Tuttavia è più facile imbattersi in campionamenti di strumenti musicali, perlopiù acustici. Grazie alla grande disponibilità di memoria nelle apparecchiature digitali, si fa spesso uso del multicampionamento, che consiste nel campionare più note di uno stesso strumento per aumentare l'espressività e la veridicità del risultato.
Esistono tre tipi di multicampionamento: orizzontale, verticale e dimensionale:
- Nel campionamento orizzontale di uno strumento non viene campionata una sola nota per poi essere letta a varie velocità variandone l'intonazione, ma vengono campionate diverse note per evitare di snaturare il carattere timbrico dello strumento.
- Nel campionamento verticale, lo strumento viene campionato su più livelli di dinamica.
- Nel campionamento dimensionale, vengono campionate le diverse tecniche esecutive di uno strumento.

Il numero di campioni che si possono riprodurre contemporaneamente prende il nome di polifonia, e nei campionatori più comuni varia da un numero di 16 note fino a 128 note. Per via della rapidità con cui il campionatore gestisce i frammenti di audio, nella musica elettronica viene utilizzato spesso dai DJ che memorizzano i loop (segmenti ciclici di audio) per dare vita ad originali composizioni on the fly (al volo, create al momento).
La riproduzione ciclica del campione (loop) è inoltre indispensabile per sfruttare al meglio la memoria del campionatore.
Infatti, riproducendo ciclicamente (loop) la fase successiva all'attacco di un campione, è possibile simulare artificialmente il decadimento e il sostegno naturale di un suono senza tuttavia averlo campionato effettivamente. Questo permette di risparmiare moltissimo spazio in memoria, dovendo campionare solo la porzione iniziale del suono.
Inoltre, senza la possibilità della riproduzione ciclica, il suono sostenuto di molti strumenti ad eccitazione continua come ad esempio l'organo, cioè strumenti che continuano a suonare continuamente finché sono eccitati, non sarebbe campionabile o costringerebbe alla necessità di una quasi infinita quantità di memoria.
Il campionatore può integrare un processore di effetti digitali nonché molti dei moduli presenti nei sintetizzatori (Inviluppi, filtri, LFO). Questi possono essere usati tanto per stravolgere il suono campionato tanto per aumentare il realismo del campionamento.
Proprio come in un sintetizzatore, all'interno della stessa patch (preset) è possibile sovrapporre campionamenti diversi (layer) oppure dividere orizzontalmente la tastiera in più zone assegnando ogni zona ad un suono diverso.

## L'utilizzo nei computer
I campionatori possono anche essere integrati all'interno di un computer che, disponendo di quantità maggiore di memoria RAM e di massa (hard disk), consente di immagazzinare un quantitativo sempre maggiore di campioni audio, anche ad elevata definizione.
Sebbene i dischi rigidi fossero più capienti delle RAM, i campioni dovevano comunque essere caricati prima nella RAM del computer, che era comunque molto meno capiente di un hard disk.
Così, sfruttando la crescente velocità dei dischi rigidi dei computer, alcune ditte hanno sviluppato campionatori software in grado di operare lo "streaming da disco". Questa tecnica permette di caricare in ram solo la porzione d'attacco del campione occupando molto meno spazio.
Qualora la nota suonata sia più lunga della sola fase d'attacco caricata in memoria, il soft sampler provvederà a caricare il resto del campione direttamente dal disco. Per sfruttare questa tecnologia, le moderne DAW sono equipaggiate di un hard disk dedicato esclusivamente alle librerie di suoni per questi campionatori.